# Бабий, Георгий Арсеньевич
Георгий Арсеньевич Бабий (укр. Георгій Бабій; род. 3 февраля 1945, Гольма, Балтский район, Одесская область) — христианский проповедник, пастор церкви, начальствующий епископ Объединённой церкви христиан веры евангельской.
Георгий Бабий родился 3 февраля 1945 года в селе Гольма Одесской области в пятидесятнической семье. Его отец, Арсений Бабий был членом поместной церкви христиан евангельской веры, основанной Василием Павловым, заместителем Ивана Воронаева.
В 1965 году для прохождения воинской службы Георгий Бабий был вызван в армию, где отказался брать в руки оружие и принимать присягу. 9 ноября 1965 года в Черняховске военный трибунал приговорил его к 4 годам лишения свободы. После вступления приговора в законную силу был этапирован в Калининградскую тюрьму, где и отбывал заключение.
В 1970 году Бабий стал членом церкви христиан веры евангельской города Кривой Рог. Впоследствии нёс служение руководителя молодёжи в поместной церкви. В том же городе был рукоположен на служение диакона. Служение Георгия Бабий проходило в подпольных общинах нерегистрированных пятидесятников из т. н. «Киевского епископата». В 1990 году епископами Виктором Белых и Иваном Левчуком был рукоположен на служение епископа.
В 1991 году, после смерти Левчука, становится начальствующим епископом нерегистрированных пятидесятников Украины. С 1992 года, после образования ОЦХВЕ, служит на различных должностях братства, преподаёт в Криворожском библейском колледже (впоследствии — Криворожском библейском институте).
В 2011 году, после смерти Ивана Федотова избирается начальствующим епископом ОЦХВЕ.